# Masaharu Suzuki
Masaharu Suzuki (鈴木 正治, Suzuki Masaharu), né le 3 août 1970 à Yaizu, dans la préfecture de Shizuoka, au Japon, est un footballeur japonais.